# Ulrich Obst
Ulrich Obst (* 18. Juli 1946 in Hiltrup) ist ein deutscher Slawist und emeritierter Hochschullehrer.

## Werdegang, Forschung und Lehre
Obst studierte an der Universität Münster, an der er 1979 mit dem akademischen Grad eines Dr. phil. abschloss und wo er sich 1985 habilitierte. 1987 folgte er dem im Vorjahr ausgeschiedenen Herbert Bräuer auf dem sprachwissenschaftlichen Slawistik-Lehrstuhl der Universität zu Köln. In der Folge legte er seinen Forschungsschwerpunkt einerseits auf den Gegenwartssprachgebrauch rund um Russisch, Serbokroatisch, Bulgarisch, Lettisch und Litauisch und den bilingualen Sprachvergleich sowie andererseits auf Fragestellungen der russischen Sprachgeschichte. Dies schlug sich auch in der Lehre nieder, in der er neben russischer Sprachgeschichte inklusive Altkirchenslawisch und moderner russischer Sprache auch sprachwissenschaftliche Themen aus dem süd- und westslawischen Bereich thematisierte.
Obst ist Mitherausgeber des Periodikums Beiträge zur Namenforschung.
Seit 2011 ist er emeritiert.

## Ausgewählte Schriften
- Studien zur zweidimensionalen syntagmatischen Substitution in modernen Prosatexten des Russischen. Münster: Aschendorff 1981.

- (Mit Juraj Glovňa und Jutta Lindner.) Slovakische, russische und deutsche Phraseologismen: Ein Nachschlagewerk für Studierende. Nümbrecht: Kirsch 2007.

- Beobachtungen zur Verwendung der Kurz- und Langformen von Adjektiven in einem zeitgenössischen serbischen Text. Zeitschrift für Slavische Philologie 45 (1986), 225–257.

- Zur Klassifikation altkirchenslavischer Wiedergaben der griechischen Genera Verbi. In Reinhold Olesch & Hans Rothe (Hg.), Slavistische Studien zum X. Internationalen Slavistenkongress in Sofia 1988, 121–143. Köln: Böhlau 1988.

- Zum Ausdruck von Ornativität durch Basis- und Präfixverben im Russischen und Deutschen. Die Welt der Slaven 38 (1993), 308–319.

- Zum Vergleich des Aspekt- und Tempussystems im Russischen, Kroatischen und Serbischen. Suvremena lingvistika 20 (1994), 37/1, 35–58.

- Zur Wahl des Präfixes bei russ. slatʹ. In Herbert Jelitte (Hg.), Slavistische Studien zum XII. Internationalen Slavistenkongress in Krakau 1998, 171–192. Köln: Böhlau 1998.

- Kritisches zu den Begriffen ‘komitativ’/‘Komitativität’ und ‘sovmestnyj’/‘sovmestnostʹ’ in der Russistik. Die Welt der Slaven 47 (2002), 85–106.